# تونی کواچویچ
تونی کواچویچ (به کروات: Toni Kovačević) متولد ۱۵ ژانویه ۱۹۸۳ بازیکن و کاپیتان سابق تیم ملی والیبال مردان کرواسی است.
تونی سابقه حضور در باشگاه‌های ملادوست زاگرب، فردریشهافن آلمان، سیسلی ایتالیا، لوپی سانتا کوچه ایتالیا، لاتینا ایتالیا، فونیکس یونان، قادسیه عراق و بودوانسکا مونته نگرو را در کارنامه خود دارد.